# 수아드 호스니
수아드 호스니(아랍어: سعاد حسني, 영어: Soad Hosny, 1942년 1월 26일 ~ 2001년 6월 21일)는 이집트의 배우, 가수이다. "이집트 영화계의 신데렐라"로 알려졌으며, 중동 세계에서 영향력 있는 여자 배우 중 한 명이였다. 1950년대 후반에는 전성기에 이르렀으며, 1959년~1991년 동안 83여 편의 영화를 찍었다.